# Зазначення походження товару
Географі́чне зазна́чення (ГЗ) — назва або позначення, які ідентифікують товар як такий, що походить з певної території, країни, регіону або місцевості і особлива якість, репутація та інші важливі характеристики, які значною мірою пов'язані із його географічним походженням.

## Загальні відомості
У процесі розвитку продуктивних сил і технічного прогресу на базі конкретних природних умов у світі виникали специфічні технології та виробничі традиції, які зберігалися й передавалися з покоління в покоління. З часом у деяких регіонах світу виділялися окремі особи або групи виробників, які спеціалізувалися на виробництві певного високоякісного товару, який мав особливі властивості, характерні тільки для цього товару. З розширенням ринку ці товари стали користуватися дедалі більшим попитом, що спонукало виробників дбайливо зберігати оригінальність та характерні особливості товару, а також секрети й усталені традиції його виробництва.
Для того, щоб можна було вирізняти такі товари серед подібних товарів, які були вироблені у інших місцевостях, але не мали подібних властивостей або особливої якості, ці товари випускали на ринок із зазначенням на них назви відповідного географічного місця, з якого такий товар походив. З метою захисту цих зазначень від неправомірного використання виробниками з інших місць їх намагалися захистити законним шляхом, для чого заносили до спеціальних державних реєстрів. Таким чином, поступово виникало і формувалося поняття «зазначення походження товарів».
Стаття 22.1 Угоди ТРІПС визначає географічні зазначення, як
«… Зазначення, які ідентифікують товар як такий, що походить з території члена Світової організації торгівлі, або регіону, або місцевості на цій території, де якості, репутація або інші характеристики товару значною мірою пов'язані з його географічним походженням».
Найчастіше, ГЗ складається з назви місця походження товару, як «Ямайка Блю Маунтін» або «Дарджилінг». Однак негеографічні назви, такі як «Вінью Верде» (португальське молоде вино з провінції Мінью), «Кава» (каталонське ігристе вино) або «Арганова олія» (марокканське масло з плодів арганії), а також символи, найчастіше пов'язані з місцем, також можуть являти собою ГЗ. По суті, характеристики такого знака, як ГЗ, визначаються сферою національного законодавства і сприйняттям споживачів.
Крім того, для того, щоб функціонувати як ГЗ, знак повинен ідентифікувати продукт як такий, що вироблений в даному місці. До того ж, якості або репутація продукту переважно повинні бути обумовлені місцем походження. Так як властивості залежать від географічного місця виробництва, існує зв'язок між продуктом і його початковим місцем виробництва.

## Мотивація застосування ГЗ як нематеріального активу
Успішні приклади зі сфери географічних зазначень демонструють, що ГЗ, якщо воно ретельно розроблено, є нематеріальним активом з цікавим потенціалом для диференціації продукції, створення доданої вартості, а також побічних корисних ефектів в областях, пов'язаних з первинним продуктом, для якого ГЗ існує.
Серед основних мотивів, які спонукають країни чи регіони надавати правову охорону географічним зазначенням, можна назвати такі:
- Можливість використання географічних зазначень як інструменту диференціації в маркетингових стратегіях

Споживачі все більше шанують географічне походження товарів і піклуються про конкретні характеристики, присутні в продуктах, які вони купують. У деяких випадках «місце походження» натякає споживачам, що продукт матиме особливу якість або характеристики, які вони можуть оцінити. Часто споживачі готові платити більше за такі продукти. Це сприяло розвитку конкретних ринків для продуктів з певними характеристиками, пов'язаними з їх місцем походження.
Впізнаваність бренду є важливим аспектом маркетингу. Географічні зазначення передають інформацію про пов'язані з походженням характеристики продукту. Таким чином, вони можуть функціонувати як інструмент диференціації на ринку, дозволяючи споживачам розрізнити продукти з географічним походженням і певними характеристиками від інших товарів без цих характеристик. Географічні зазначення можуть, таким чином, бути ключовим елементом у розробці брендів для товарів з певним географічним походженням.
- Можливість використання географічних зазначень як чинника розвитку сільськогосподарських районів

Ряд досліджень показують, що при відповідних умовах ГЗ може сприяти економічному розвитку сільської місцевості. Право на використання ГЗ зазвичай належить регіональним виробникам, відповідно, додаткова вартість, породжена використанням ГЗ, наростає, що збільшує дохід всіх виробників товару. Оскільки продукти, для яких зареєстровано ГЗ, мають тенденцію генерувати високу ціну бренду, вони вкладають свій внесок у створення зайнятості на місцях, що в кінцевому підсумку може допомогти запобігти відтоку сільського населення. Крім того, наявність продуктів з ГЗ в тій чи іншій локації часто має важливі побічні наслідки, наприклад, у сферах туризму та гастрономії.
Географічні зазначення можуть принести цінність для регіону не тільки з точки зору робочих місць і більш високих доходів, а й просування регіону в цілому. У зв'язку з цим, ГЗ може сприяти створенню «регіонального бренду».
- Можливість використання географічних зазначень як засобу збереження традиційних знань (ТЗ) і традиційних виражень культури (ТВК)

Продукти, визначені як ГЗ, часто є результатом традиційних процесів і знань, перенесених спільнотою в конкретному регіоні від покоління до покоління. Аналогічним чином деякі продукти, які можуть бути представлені як ГЗ, можуть втілювати в собі характерні елементи традиційної художньої спадщини, розробленої в даному регіоні, відомої як «традиційні вирази культури». Це особливо стосується матеріальних продуктів, таких як ремісничі товари, які використовують місцеві природні ресурси і мають якості, що випливають з їх географічного походження. Крім того, деякі ТВК — такі, як корінні і традиційні назви, знаки та символи — також можуть одержати правову охорону як ГЗ, незважаючи на відсутність у них прямого географічного значення.

## Географічні зазначення та Україна
В Україні, яка є членом Світової організації торгівлі та має намір інтегруватися до європейського співтовариства, сьогодні в умовах розвитку зовнішньоекономічних зв'язків і зростаючого інтересу споживачів до походження та якості товарів стає дедалі актуальнішою задача забезпечення активного впровадження поняття «географічне зазначення походження товарів» у економічне життя суспільства, адже станом на 1 червня 2016 року в Україні зареєстровано лише 42 зазначення походження товарів. Така невелика кількість зареєстрованих географічних зазначень не відповідає дійсній кількості унікальних українських товарів, властивості яких пов'язані з певним географічним місцем на території України, виробничими традиціями, досвідом та майстерністю українських виробників.
На  травень 2024 року до Державного реєстру України географічних зазначень внесено відомості про 25 географічних зазначень для українських товарів: 8  мінеральна вода, 12 – вино, 2 – сири, 2 –  товари народних промислів, 1 –  черешня.
Україна багата регіонами, природні фактори яких формують особливі властивості товарів. Вони формують групу так званих «природний найменувань» місць походження товарів. Це найменування деяких видів мінеральних вод, сировини, лікарських трав тощо. Прикладами можна назвати донецьке вугілля, волинські топази, слов'янська сіль тощо.
Як вказувалося раніше, характерні особливості певного виду товару не обумовлені виключно природними умовами, а й дають можливість підкреслити специфічні якості продукту, обумовлені людським фактором. Так, характерні властивості карпатських різьблених виробів з дерева визначаються виробничими традиціями, навичками, національним колоритом різьбярів, а також природними умовами, що дозволяють використовувати для обробки деревину буку, карпатську ялину. А такі вина, як кримські, одеські, закарпатські, визначаються якісними характеристиками винограду, що виростає у районі Сонячної Долини, Масандри тощо, і технологією виготовлення, заснованою на виробничому досвіді і традиціях винарів.
Користується попитом та набула репутацію не тільки в Україні, а й за її межами певна категорія сільськогосподарських товарів (кримська цибуля) та харчових продуктів, які є характерними лише для української кухні (українські вареники, галушки, карпатські копчені сири, котлета по-київськи, київський торт тощо). Особливі якості таких продуктів зумовлені сукупністю факторів, таких, як майстерність людей, їх досвід, традиції десятирічної або навіть сторічної давнини.

## Просте зазначення походження товару
Просте зазначення походження товару — будь-яке словесне чи зображувальне (графічне) позначення, що прямо чи опосередковано вказує на географічне місце походження товару.
Ним може бути й назва географічного місця, яка вживається як назва товару або як складова частина його назви. Не підлягає реєстрації. Правова охорона полягає в недопущенні використання зазначень, що є неправдивими (фальшивими) чи такими, що вводять споживачів в оману щодо дійсного географічного місця походження товару.